# Stenalcidia binotata
Stenalcidia binotata är en fjärilsart som beskrevs av W. Warren 1907. Stenalcidia binotata ingår i släktet Stenalcidia och familjen mätare. Inga underarter finns listade i Catalogue of Life.